# La Kinky Beat
La Kinky Beat fue un grupo de música español que surgió en Barcelona (Cataluña) en 2003 y existió hasta 2013. Este grupo emergió de la fusión de los siguientes proyectos: Trimelón, Jaleo Real, Radio Bemba, Afrodisian Band y Radar Bcn.

## Trayectoria profesional

### 2003: Los comienzos
El grupo nace en la periferia de Barcelona en mayo del 2003 como fusión de varios proyectos. Tras grabar largas sesiones de jamming en un local de Badalona, decidieron llevar su música al directo. Para ello prepararon una maqueta de 5 temas grabada en un estudio de grabación casero propio. Esta maqueta incluye la participación de Arecio Smith (teclado), David Bourguignon (coros), Anouk (coros), Melissa (coros), Petete (trombón), Kike Empercutío (tres), Chucky (bonus track). Con esta maqueta ganaron el primer concurso de maquetas organizado por Radio Chango y Radio Francia Internacional. Los temas incluidos en este trabajo son “Maria Maria”, “P sin B" (Pirata sin Barco), “Tabaco y Ron”, “Oyoyo” y “My Lover”.

### 2004:Made in Barna
Tras la amplia repercusión de su primera maqueta, el grupo dedica parte de la primavera a preparar su primer disco, que se publicó el 13 de septiembre de 2004 su primer CD, titulado Made in Barna, producido por Stephane Carteaux y David Bourguignon, publicado por Kasba Music y distribuido por K Industria. El diseño corre a cargo de Joni Ferzeta, que había colaborado previamente con Trimelón.
En el disco colaboran el propio productor, David Bourguinon (guitarra), Arecio Smith (teclado, actualmente actuando ya en directo con el grupo) o Petete (trombón), y a algunos compañeros de carretera como Yacine (Cheb Balowski), Gambeat (Radio Bemba) o Muchachito (Trimelón).
El disco se mueve entre el rocksteady, el reggae, el punk y el lado más salvaje del mestizaje. Este disco no deja de recibir buenas críticas por parte de los medios y lo presentan en directo en todo el estado y el continente. De entre la cantidad de conciertos y festivales en los que han participado, podríamos destacar la actuación en la edición de 2 Festival Viñarock ante 15.000 personas.

### 2005:RMX Made in Barna
En septiembre de 2005 publican un CD de remezclas llamado RMX Made in Barna, (Kasba Music) que consta de once [remezclas de sus temas, una canción inédita y un videoclip. Las canciones fueron remezcladas por artistas de la talla de Fermin Muguruza, Rudeman o DJ Panko. 
A estas alturas ya han realizado más de 200 conciertos por media Europa (Francia, Italia, Suecia, Bélgica, Alemania, Países Bajos y Suiza), en apenas dos años y medio. 

### 2006:One More Time
En febrero de 2006 ve la luz su segundo disco One More Time (Kasba Music) producido por Tomás Arroyos (Mano Negra, Color Humano, Dusminguet, etc).
En este álbum surge una nueva tendencia por el drum and bass, donde tiene mucho que ver el DJ italiano Rudeman, la nueva incorporación de la familia Kinky Beat, que enriquece la vertiente ragga y refuerza y acaba de definir la carencia electrónica de la banda, tanto en el disco como en el directo.
El encargado de la parte gráfica es de nuevo ilustrador Joni Ferzeta que participa en el disco además de dos exguitarristas de la banda, David Bourguignon y el enérgico Madjid Fahem.

### 2007:04-06
Este 2007 continúan las actuaciones con la gira denominada “One More No Sponsors Tour”, que se inició en el Festival Actual de Logroño y continua por Madrid, Brasil (Recife, Festival Porto Musical), Berlín, Bruselas y Estocolmo entre otras poblaciones europeas, destacando la actuación en el Festival Rio Loco de Toulouse, el Festival Pyrene en Sort o el Festival de Glastonbury y la gira mexicana con actuación en la Plaza del Zócalo de Ciudad de México, incluida en el Festival Ollinkan. En enero de 2007 se publica en México un recopilatorio de la banda bajo el nombre de 04-06 a través del sello Grabaxiones Alicia.

### 2008:Karate Beat
En 2008 graban su tercer disco llamado Karate Beat. El compacto fue grabado en el local de ensayo de la banda y en los Sierra Wave Estudios.
El disco fue mezclado analógicamente por Dive Dibosso y en él podemos encontrar las colaboraciones de los artistas Eddy Drammeh (7 Notas 7 Colores) y Brujo (Bad Sound System). El disco, publicado el 17 de marzo, tiene 13 canciones con una tendencia más electrónica que en sus anteriores discos y experimentaciones con ritmos break beat, continuando con el drum and bass, jungle, reggae y mucha energía del punk rock que ya es característica de este grupo.
Posteriormente realizaron el "Karate Tour", gira que ya los llevó a recorrer nuevos escenarios en países como Hungría, República Checa o Dinamarca entre otros.

### 2011:Massive Underground
Este 2011, La Kinky Beat lanzó su cuarto álbum de estudio Massive Underground, llevando a cabo una nueva transformación que funde su lenguaje original, como el drum and bass y el reggae, con el filtro dub de Chalart 58, y presentó, aparte de la formación habitual para la gira general, un formato especial, más reducido, para poder llevar a cabo sesiones dub.

## Discografía

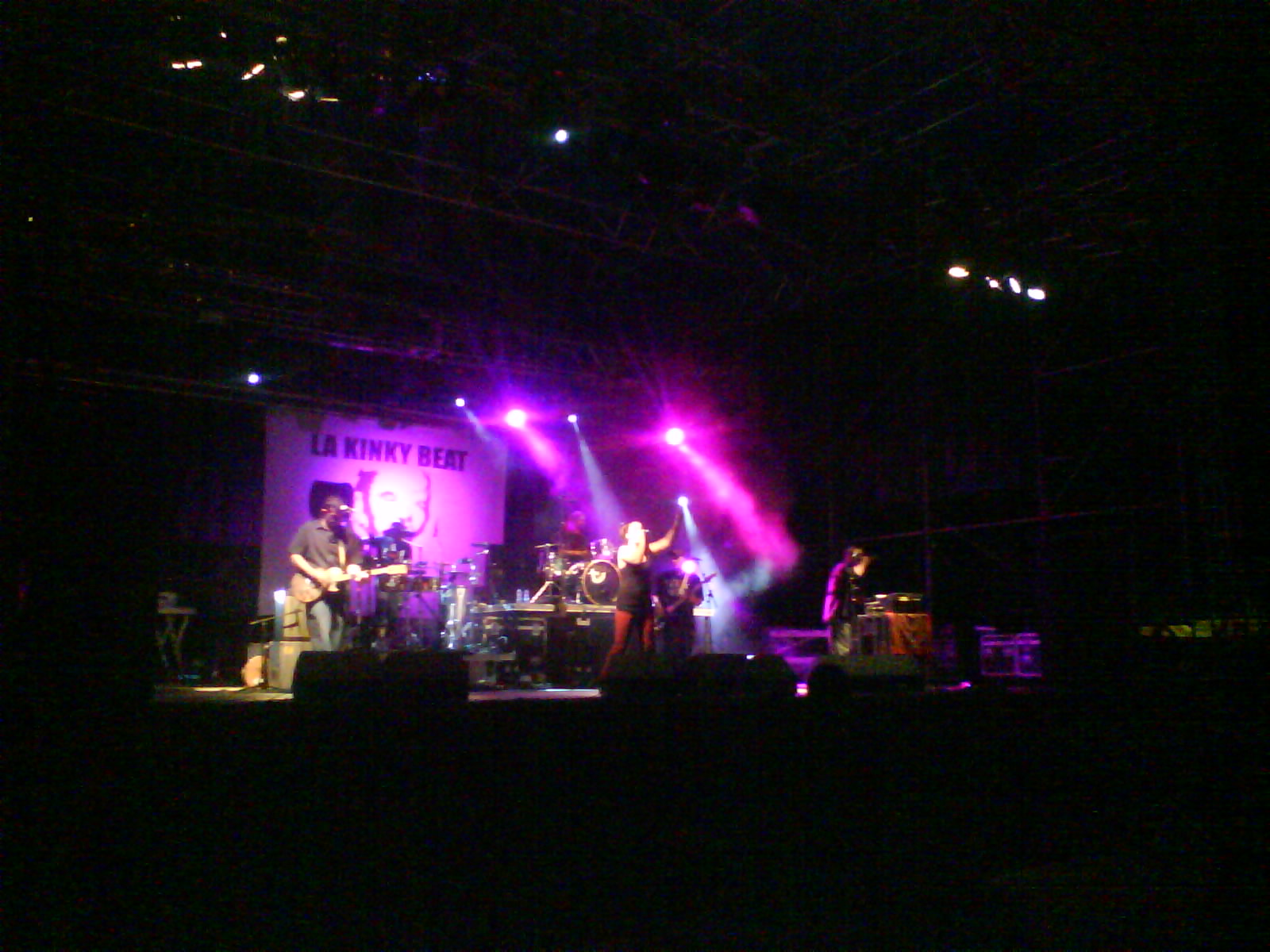
La Kinky Beat en el Aupa Lumbreiras en 2008.

- La Kinky Beat (2004), maqueta autoproducida.
- Made in Barna (2004), Kasba Music.
- RMX Made in Barna (2005), disco de remezclas, Kasba Music.
- One More Time (2006), Kasba Music.
- 04-06 (2007), Recopilatorio producido por Kasba Music, Grabaxiones Alicia.
- Karate Beat (2008), Kasba Music.
- Massive Underground (2011), New Beats/Kasba Music.

### Colaboraciones
- RadioChango Añejo Reserva vol.I: No es lo mismo (intro) (2005)
- Barcelona Raval Sessions 2: Tabaco y Ron (2005)
- Mundo Mestizo 2: Rebel Smile (2007)
- Chalart58: Recording (2007)
- Fufü-Ai: For Ever: Kasba Music (2007)
- EsperanSaharaui: Steel Irun, con Bad Sound System (2007)
- Fermin Muguruza: Milakabilaka (2007)
- Muévete Bien - Sabor Mestizo: Fight (2007)
- Visca la Vida (10 anys Hace Color): Minimal (2008)
- RadioChango Añejo Reserva 7 Años: Citizens (2008)

## Enlaces y referencias
- «La Kinky Beat» en Discogs
- Web de Kasba Music

- Datos: Q9018656